# Heliotropium
- Commons
- Wikispecies

Heliotropium L. é um gênero de plantas pertencente à família Boraginaceae.

## Sinonímia
| - Beruniella Zakirov et Nabiev - Bourjotia Pomel - Bucanion Steven - Cochranea Miers - Euploca Nutt. | - Lithococca Small ex Rydb. - Meladendron Molina - Parabouchetia Baill. - Valentina Speg. - Valentiniella Speg. |

## Espécies
- Heliotropium amplexicaule Vahl
- Heliotropium anderssonii B.L.Rob.
- Heliotropium angiospermum Vahl
- Heliotropium anomalum Hook. & Arn.

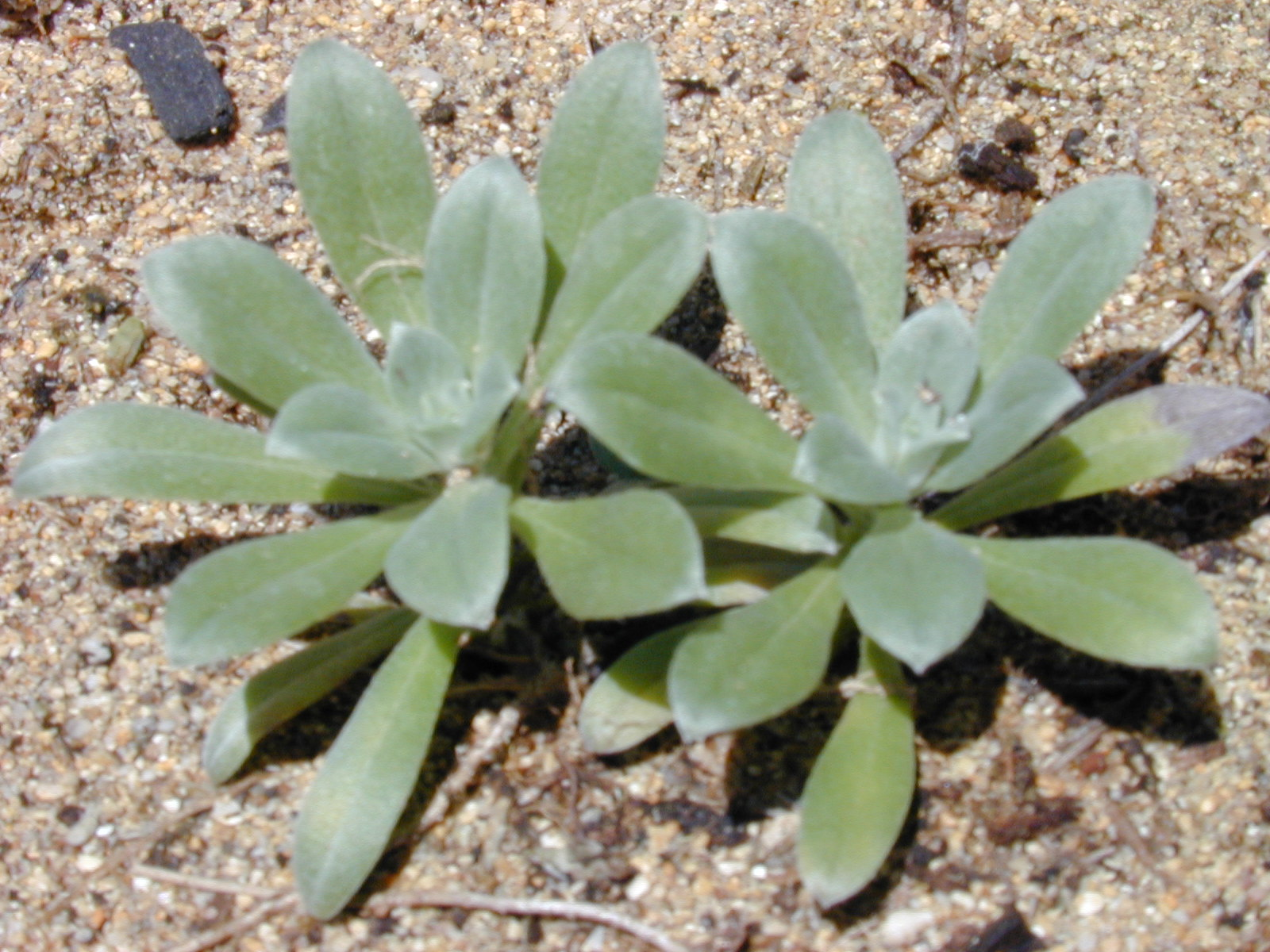
Heliotropium anomalum var. argenteum

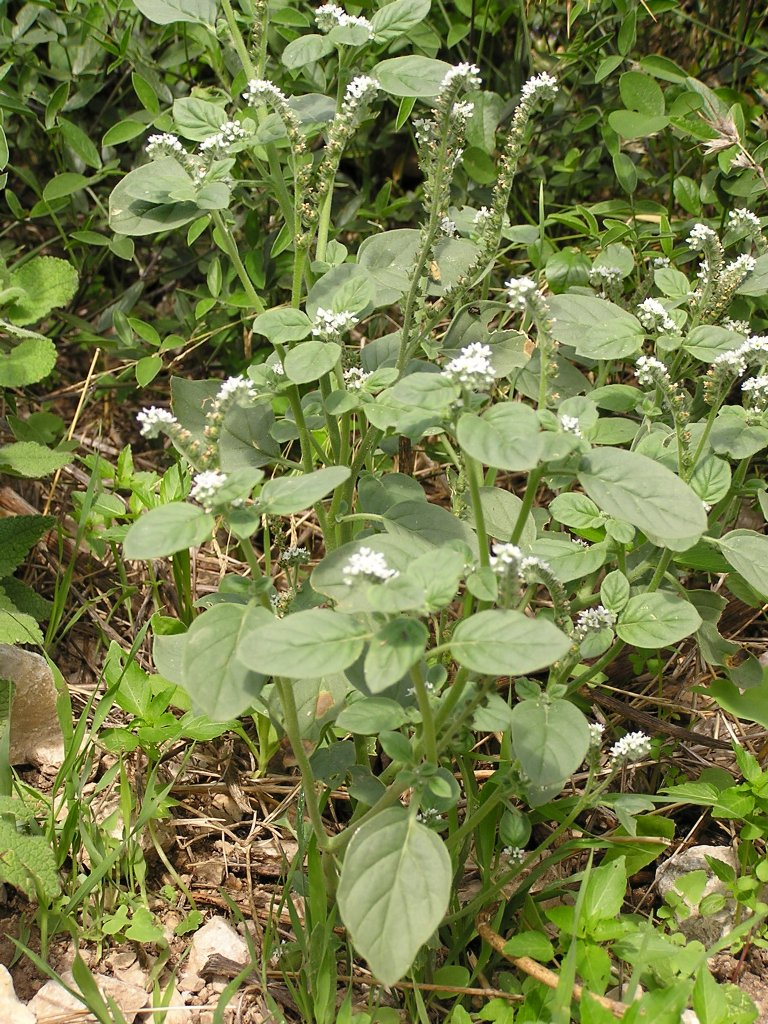
Heliotropium europaeum

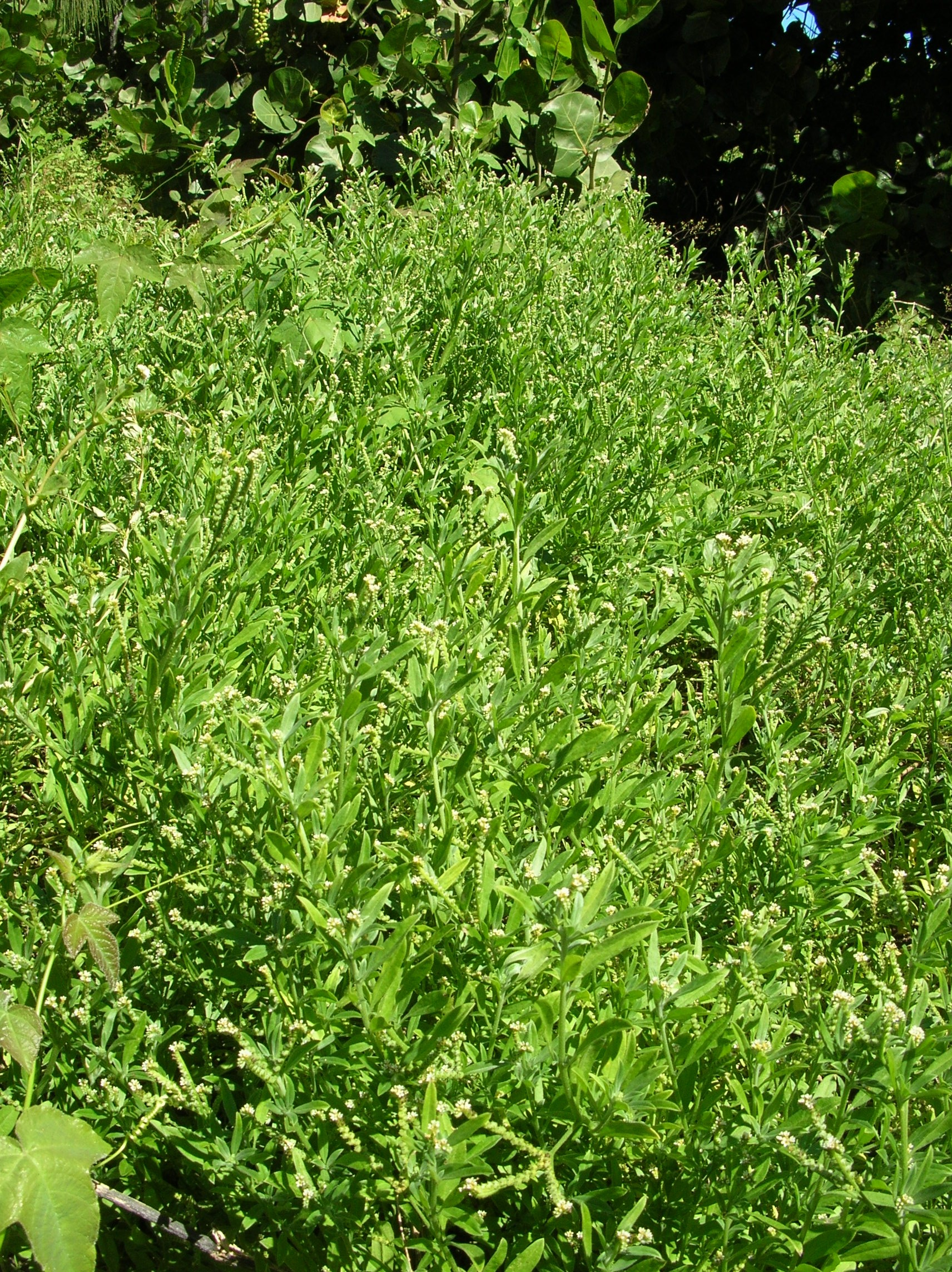
Heliotropium procumbens

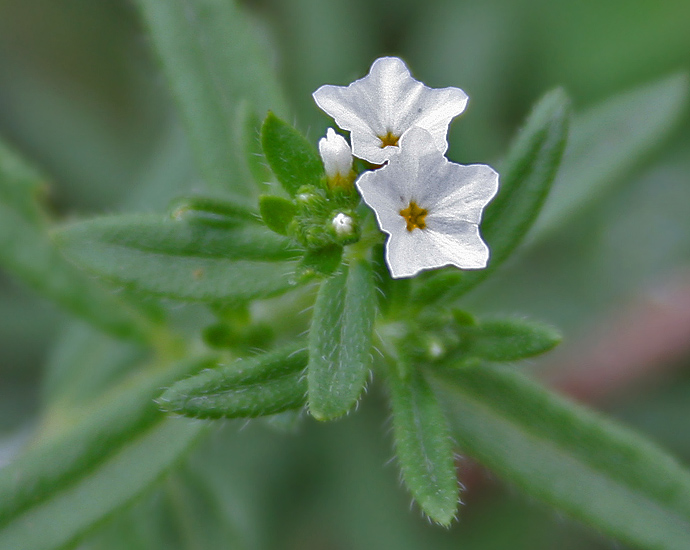
Heliotropium strigosum

  - Heliotropium anomalum var. argenteum
- Heliotropium arborescens
- Heliotropium argenteum
- Heliotropium asperrimum R.Br.
- Heliotropium balfourii
- Heliotropium bracteatum R.Br.
- Heliotropium conocarpum F.Muell. ex Benth.
- Heliotropium crispatum F.Muell. ex Benth.
- Heliotropium diversifolium F.Muell. ex Benth.
- Heliotropium chenopodiaceum (A.DC.) Clos.
- Heliotropium claussenii DC.
- Heliotropium convolvulaceum
- Heliotropium curassavicum L.
- Heliotropium dentatum
- Heliotropium derafontense
- Heliotropium ellipticum
- Heliotropium epacrideum F.Muell. ex Benth.
- Heliotropium europaeum L.
- Heliotropium fasciculatum R.Br.
- Heliotropium flintii F.Muell. ex A.S.Mitch.
- Heliotropium foertherianum Diane & Hilger
- Heliotropium foliatum R.Br.
- Heliotropium glabellum R.Br.
- Heliotropium heteranthum (F.Muell.) Ewart & O.B.Davies
- Heliotropium indicum L.
- Heliotropium kuriense
- Heliotropium laceolatum Loefg.
- Heliotropium lineariifolium Phil.
- Heliotropium megalanthumn I.M.Johnst.
- Heliotropium nigricans
- Heliotropium paniculatum R.Br.
- Heliotropium pannifolium
- Heliotropium pauciflorum R.Br.
- Heliotropium paulayanum
- Heliotropium peruvianum
- Heliotropium pleiopterum F.Muell.
- Heliotropium procumbens
- Heliotropium prostratum R.Br.
- Heliotropium riebeckii
- Heliotropium shoabense
- Heliotropium sinuatum (Miers) I.M.Johnst.
- Heliotropium socotranum
- Heliotropium stenophyllum
- Heliotropium strigosum Willd.
- Heliotropium tenuifolium R.Br.
- Heliotropium ventricosum R.Br.
- Heliotropium wagneri
- Heliotropium aff. wagneri